# Нетесьма (деревня)
Нетесьма — опустевшая деревня в Андреапольском муниципальном округе Тверской области.

## География
Находится в западной части Тверской области на расстоянии приблизительно 8 км на восток-северо-восток по прямой от города Андреаполь у одноименной речки.

## История
Ещё на карте Шуберта была отмечена деревня Берчикова. В 1859 году здесь (деревня Берчиково или Нетесьма Осташковского уезда) было учтено 4 двора, в 1939 — 16. До 2019 года входила в Луговское сельское поселение Андреапольского района до их упразднения.

## Население
Численность населения: 89 человек (1859 год), 2 (русские 100 %) 2002 году, 0 в 2010.